# 1ES 1927+654
1ES 1927+654是一个位于天龙座的2型塞弗特星系，距离地球约2.7亿光年，其中心有一个活跃星系核（AGN）。该星系外观相对普通，但其核心由超大质量黑洞供能，是其X射线闪光的来源。
该星系核的亮度和振荡行为不可预测，因而成为光学、射电、紫外和X射线波段特别观测的研究对象。多篇分析其异常特征的科学论文对吸积盘和黑洞环境的传统理论提出了挑战。
“1ES 1927+654”是爱因斯坦快速巡天（Einstein Slew Survey）的一个星表编号，这项X波段巡天由爱因斯坦卫星实施，结果于1992年首次发布。

## 发现
1ES 1927+654因其不可预测的行为而引起天文学家关注。其突变特性使其成为全球X射线、光学和射电观测站多波段联合观测的目标。
该天体最早在爱因斯坦快速巡天观测中被编录，根据其发射线特征被归类为塞弗特星系。
2017年监测到其亮度剧烈增加，星系紫外波段亮度增强了约40倍，引发了后续对成因的研究。2018年X射线和紫外望远镜的详细观测显示，活跃星系核的吸积盘发生了部分或整体瓦解。其准周期振荡（QPO）周期在两年内从18分钟缩短至7.1分钟，展现出独特的演变特征。未来计划通过X射线和引力波观测验证可能的解释 。
2020年的研究表明，极端变光现象可能与黑洞周围磁场失稳有关。这对黑洞吸积模型提出了挑战，并启发了有关活跃星系核爆发的新理论。
2023-2024年间，甚长基线干涉测量观测到了黑洞附近形成的等离子体喷流。

## 图像展
- 这幅插图展示了1ES 1927+654的吸积盘、吸积盘冠（吸积盘上方淡色的锥形漩涡）以及超大质量黑洞。 NASA/索诺玛州立大学，Aurore Simonnet
- 艺术家的概念图描绘了物质从一颗白矮星（右下角的球体）上被剥离，这颗白矮星在1ES 1927+654超大质量黑洞最内侧的吸积盘内绕行。